# Ašdodský přístav
Ašdodský přístav (hebrejsky נמל אשדוד‎, nemal Ašdod, anglicky: Ashdod Port) je nákladní námořní přístav ve městě Ašdod v Izraeli.

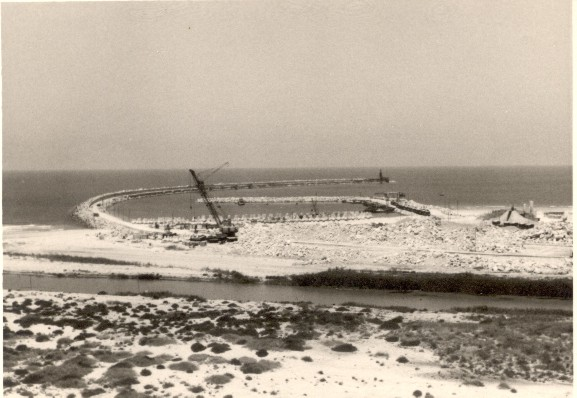
Výstavba ašdodského přístavu

## Poloha a profil přístavu
Zaujímá rozsáhlou plochu pobřeží Středozemního moře na severním okraji Ašdodu přibližně 40 km jižně od Tel Avivu. Sestává z několika terminálů pro překládku zboží, skladových ploch a umělých hrází.
Přístav v Ašdodu patří spolu s přístavy v v Ejlatu a v Haifě k hlavním námořním uzlům v Izraeli. Ašdodský přístav se specializuje na nákladní přepravu. V roce 2008 zpracoval 15 399 000 tun zboží a 570 600 kontejnerů. Předsedou správní rady podniku je Ja'akov Raz, ředitelem firmy je Šuki Sagis. Přístav spadá pod podnik Izraelská správa přístavů.

## Dějiny
Ašdodský přístav vznikl uměle na jinak rovném středomořském pobřeží. Plánování jeho výstavby započalo roku 1957, jeho budování odstartovalo roku 1961 a přístav byl zprovozněn roku 1965. První lodí zde byla švédská nákladní loď vezoucí cukr. Po podpisu Dohod z Camp Davidu se rozvinul turistický ruch mezi Izraelem a Egyptem a Ašdod se stal také uzlem pro výletní lodní dopravu. První takovou lodí, která zde zakotvila, byla Stella Polaris z Alexandrie. V roce 2005 bylo dokončeno výrazné rozšíření přístavu o nový terminál, jehož výstavba si vyžádala náklady ve výši 3 miliard amerických dolarů. O investici se zasloužil bývalý izraelský politik Rafa'el Ejtan, který zemřel tragicky během návštěvy přístavu v roce 2004, když jej do moře smetla vlna.